# Lijst van voetbalinterlands Cyprus - Noord-Macedonië
Deze lijst van voetbalinterlands is een overzicht van alle officiële voetbalwedstrijden tussen de nationale teams van Cyprus en Noord-Macedonië (dat tussen 1993 en 2019 onder de naam Macedonië speelde). De landen speelden tot op heden twee keer tegen elkaar. De eerste ontmoeting, een kwalificatiewedstrijd voor het Europees kampioenschap voetbal 1996, werd gespeeld in Skopje op 17 december 1994. Het laatste duel, de returnwedstrijd in dezelfde kwalificatiereeks, vond plaats op 11 oktober 1995 in Limasol.

## Wedstrijden
| № | Plaats  | Datum            | Competitie           | Wedstrijd          | Uitslag |
| - | ------- | ---------------- | -------------------- | ------------------ | ------- |
| 1 | Skopje  | 17 december 1994 | EK 1996 kwalificatie | Macedonië – Cyprus | 3 – 0   |
| 2 | Limasol | 11 oktober 1995  | EK 1996 kwalificatie | Cyprus – Macedonië | 1 – 1   |

## Samenvatting
| Competitie      | Totaal gespeeld | Winst Cyprus | Gelijk | Winst Noord-Macedonië | Doelsaldo Cyprus – Noord-Macedonië |
| --------------- | --------------- | ------------ | ------ | --------------------- | ---------------------------------- |
| EK-kwalificatie | 2               | 0            | 1      | 1                     | 1 − 4                              |
| Totaal          | 2               | 0            | 1      | 1                     | 1 − 4                              |

Wedstrijden bepaald door strafschoppen worden, in lijn met de FIFA, als een gelijkspel gerekend.

## Details

### Eerste ontmoeting
| EK 1996 kwalificatie (Skopje, Macedonië, 17 december 1994): |       |        |
| Macedonië                                                   | 3 – 0 | Cyprus |
| Boško Đurovski 14' Boško Đurovski 25' Boško Đurovski 90'    | goals |        |

### Tweede ontmoeting
| EK 1996 kwalificatie (Limasol, Cyprus, 11 oktober 1995):                                    |       |                      |
| Cyprus                                                                                      | 1 – 1 | Macedonië            |
| Marios Agathokleous 90'                                                                     | goals | 35' Borče Jovanovski |
| - Debuut van Borče Jovanovski (FK Teteks) en Rade Karanfilovski (FK Sileks) voor Macedonië. |       |                      |

KOP · A-internationals · Bondscoaches · Statistieken · Cypriotisch vrouwenelftal · Cyprus U21 · Cyprus U20 · Cyprus U19 · Cyprus U18 · Cyprus U17 · Cyprus U16
1960 – 1969 · 
1970 – 1979 · 
1980 – 1989 · 
1990 – 1999 · 
2000 – 2009 · 
2010 – 2019 ·
2020 − 2029
1960 · 
1961 · 
1962 · 
1963 · 
1964 · 
1965 · 
1966 · 
1967 · 
1968 · 
1969 · 
1970 · 
1971 · 
1972 · 
1973 · 
1974 · 
1975 · 
1976 · 
1977 · 
1978 · 
1979 · 
1980 · 
1981 · 
1982 · 
1983 · 
1984 · 
1985 · 
1986 · 
1987 · 
1988 · 
1989 · 
1990 · 
1991 · 
1992 · 
1993 · 
1994 · 
1995 · 
1996 · 
1997 · 
1998 · 
1999 · 
2000 · 
2001 · 
2002 · 
2003 · 
2004 · 
2005 · 
2006 · 
2007 · 
2008 · 
2009 · 
2010 · 
2011 · 
2012 · 
2013 ·
2014 ·
2015 ·
2016 ·
2017 ·
2018 ·
2019 ·
2020 ·
2021 ·
2022
Albanië ·
Andorra ·
Armenië ·
Azerbeidzjan ·
België ·
Bosnië en Herzegovina ·
Bulgarije ·
Canada ·
Denemarken ·
Duitsland ·
Engeland ·
Estland ·
Faeröer ·
Finland ·
Frankrijk ·
Georgië ·
Gibraltar · 
Griekenland ·
Hongarije ·
Ierland ·
IJsland ·
Irak ·
Iran ·
Israël ·
Italië ·
Japan ·
Joegoslavië ·
Jordanië ·
Kazachstan ·
Koeweit ·
Kosovo ·
Kroatië ·
Letland ·
Libanon ·
Litouwen ·
Luxemburg ·
Malta ·
Moldavië ·
Montenegro ·
Nederland ·
Noord-Ierland ·
Noord-Macedonië ·
Noorwegen ·
Oekraïne ·
Oostenrijk ·
Polen ·
Portugal ·
Roemenië ·
Rusland ·
San Marino ·
Saoedi-Arabië ·
Schotland ·
Servië ·
Slovenië ·
Slowakije ·
Sovjet-Unie ·
Spanje ·
Syrië ·
Tsjechië ·
Tsjecho-Slowakije ·
Wales ·
Wit-Rusland ·
Zweden ·
Zwitserland
FFM · A-internationals · Bondscoaches · Statistieken · Macedonisch vrouwenelftal · Olympisch elftal · Noord-Macedonië U21 · Noord-Macedonië U20 · Noord-Macedonië U19 · Noord-Macedonië U18 · Noord-Macedonië U17 · Noord-Macedonië U16
1993 – 1999 ·
2000 – 2009 ·
2010 – 2019 ·
2020 − 2029
EK 2020
1993 · 
1994 · 
1995 · 
1996 · 
1997 · 
1998 · 
1999 · 
2000 · 
2001 · 
2002 · 
2003 · 
2004 · 
2005 · 
2006 · 
2007 · 
2008 · 
2009 · 
2010 · 
2011 · 
2012 · 
2013 · 
2014 · 
2015 · 
2016 ·
2017 ·
2018 ·
2019 ·
2020 ·
2021 ·
2022 ·
2023
Albanië ·
Andorra ·
Angola ·
Armenië ·
Australië ·
Azerbeidzjan ·
Bahrein ·
België ·
Bosnië en Herzegovina ·
Bulgarije ·
Canada ·
China ·
Cyprus ·
Denemarken ·
Duitsland ·
Ecuador ·
Egypte ·
Engeland ·
Estland ·
Faeröer ·
Finland ·
Georgië ·
Gibraltar ·
Hongarije ·
Ierland ·
IJsland ·
Iran ·
Israël ·
Italië ·
Jamaica ·
Joegoslavië ·
Kameroen ·
Kazachstan ·
Kosovo ·
Kroatië ·
Letland ·
Libanon ·
Liechtenstein ·
Litouwen ·
Luxemburg ·
Malta ·
Moldavië ·
Montenegro ·
Nederland ·
Nigeria ·
Noorwegen ·
Oekraïne ·
Oman ·
Oostenrijk ·
Paraguay ·
Polen ·
Portugal ·
Qatar ·
Roemenië ·
Rusland ·
Saoedi-Arabië ·
Schotland ·
Servië ·
Slovenië ·
Slowakije ·
Spanje ·
Tsjechië ·
Turkije ·
Verenigde Staten ·
Wales ·
Wit-Rusland · 
Zuid-Korea ·
Zweden
Nederland (2021) · 
Oekraïne (2021) · 
Oostenrijk (2021)